# Bart Moeyaert
Bart Peter Boudewijn Moeyaert, né le 9 juin 1964  à Bruges, est un auteur belge néerlandophone.

## Biographie
Il est né le 7e garçon de sa fratrie, et avait ainsi comme parrain le roi Baudouin des Belges, comme veut la tradition. Son deuxième et troisième nom montrent qu'il est un enfant du parrainage Royal. (Peter ou “Pierre” se traduit en « parrain » en français)
Il écrit de nombreux albums pour enfants, des romans pour adolescents/adultes, des pièces de théâtre ainsi que des recueils de poésie. Il monte souvent lui-même sur la scène.
En 2006-2007, il a été poète de ville ("stadsdichter") officiel d’Anvers, la ville flamande où il a vécu pendant plus de trente ans.
En 2019, il reçoit le prestigieux prix international suédois de littérature jeunesse, le prix commémoratif Astrid-Lindgren.
En 2020, il est à nouveau sélectionné pour représenter son pays, la Belgique, pour le Prix Hans-Christian-Andersen, dans la catégorie Auteur, prix international danois. Il a été sélectionné à plusieurs reprises, et a été finaliste en 2002 et 2012.

## Œuvres
- À mains nues, trad. Anne-Marie de Both-Diez, Le Seuil, 1999.
- Hm, trad. Daniel Cunin, nouvelle publiée dans Littérature en Flandre. 33 auteurs contemporains, Le Castor astral, 2003.
- Le Conte de la Luna, trad. Maurice Lomré, Autrement, 2003.
- Moi, Dieu et la Création, ill. de Wolf Erlbruch, trad. Daniel Cunin, Le Rouergue, 2003.
- Nid de guêpes, trad. Daniel Cunin, Le Rouergue, 2005.
- C’est l’amour que nous ne comprenons pas, trad. Daniel Cunin, Le Rouergue, 2005.
- Olek a tué un ours, ill. de Wolf Erlbruch  et musique de Wim Henderickx (album jeunesse + CD), trad. Daniel Cunin, Le Rouergue, 2006.
- Oreille d’homme, trad. Daniel Cunin, Le Rouergue, 2006.
- Le Maître de tout, ill. de Katrien Matthys, trad. Daniel Cunin, Le Rouergue, 2008.
- Frères, trad. Daniel Cunin, Le Rouergue, 2008.
- Embrasse-moi, trad. Daniel Cunin, Le Rouergue, 2009.
- La Rue des étoiles « De Melkweg », trad. Daniel Cunin, Le Rouergue, 2013.